# Sambor Prei Kuk
Sambor Prei Kuk (kmerski jezik: ប្រាសាទសំបូរព្រៃគុក, Prasat Sambor Prei Kuk što znači „hram u bogatstvu šume”) je arheološki lokalitet u Kambodži, 30 km sjeverno od grada Kampong Thoma, glavnog grada istoimene pokrajine, te 176 km istočno od Angkora i 206 km sjeverno od Phnom Penha. Ruševine kraljevskog svetišta pripadale su gradu Īśānapura u kojemu je od kasnog 6. do 9. stoljeća bilo središte predkmerskog carstva Čenla.
Ruševine pokrivaju površinu od 25 km² na kojoj se nalaze brojni hramovi (gotovo 150 hinduističkih hramova u ruševinama), od kojih je deset osmerokutnih, te su jedinstveni takve vrste u cijeloj jugoistočnoj Aziji. Ukrasni elementi od pješčenjaka su tipični za pred-angkorski stil i nazvan je „Sambor Prei Kuk stilom”. Neki od njih, uključujući nadvratnike, timpane i kolonade su prava remek-djela. Umjetnost koja se ovdje razvila je postala modelom za razvoj u drugim područjima i postavila je temelje za jedinstveni kmerski stil angkorskog razdoblja. Zbog toga je 2017. godine Sambor Prei Kuk upisan na UNESCO-ov popis mjesta svjetske baštine u Aziji.

## Povijest
Išanavarman I. je vladao kraljevstvom Čenla od oko 616. – 637. iz grada Išanapure, te se pretpostavlja da je tamo dao podići glavni hram za koij se vjeruje kako je središnji hram Sambor Prei Kuka (Skupina N), zbog natpisa koji nosi datum „13. rujna 627.” Ovaj kralj je poznat jer je bio prvi koji je poslao izaslanstvo na dvor kineske dinastije Sui (616. – 617.). Kasnije je, nekad poslije 656., Čenla osvojila područja sjeverozapadne Kambodže koja su prije plaćala danak Kini.
Službena religija Čenle je bila šaivizam, jedna od glavnih grana hinduizma u kojoj se vjeruje kako je Šiva vrhovno biće ili metafizički koncept Brahmana, te se u hramovima obožavali lingami (लिङ्गं, „znakovlje”), simboli šivine energije i potentnosti. U Kambodži je ovaj falusni simbol često pratio joni (योनि, „vagina” ili „utroba”), simbol božice Šakti, božice ženske kreativne energije. No, pored ovih najčešćih simbola u Sambor Prei Kuku su se miješali utjecaji budizma i autohtonog kulta predaka, o čemu svjedoče brojni natpisi na sanskrtu i kmerskom pismu koji navode hindu i lokalna božanstva.
Posljednji veliki kralj koji je vladao iz Išanapura je bio Džajavarman I. čija je smrt početkom 8. stoljeća pokrenula nemire u kraljevstvu što je dovelo do odcjepljenja nekih pokrajina, što je dovelo do kasnijeg uspona novog khmerskog središta, Angkora. Angkorski vladar Džajavarman II. je najprije vladao iz Išanapura prije preseljenja prijestolnice u novoizgrađeni Angkor Thom.

## Odlike
Ruševine Sambor Prei Kuka nalaze se na istočnoj obali jezera Tonle Sap, u blizini rijeke Steung Saen, usred zrele suptropske šume. Ovo područje je bilo minirano i razminirano, ali još uvijek prijeti opasnost od zaostalih mina.
Građevine imaju jednostavan plan i građene su uglavnom od opeke i pješčenjaka, a zgrade su razni prasati, osmerokutni tornjevi, lingami i jonisi, sveta jezera i bazeni, te kipovi lavova. Arheološki lokalitet je podijeljen je na tri skupine od kojih je svaka kvadratična i ograđena zidom od opeke, te izgrađena u različito doba:
1. Sjeverna skupina N: Prasat Sambor (ប្រាសាទសំបូរ) iz 7. stoljeća se drži za glavni hram, a posvećen je jednoj od reinkarnacija Šive poznatoj kao Gambhireshvara (sanskrt: गम्भीर gambhir, „dubok, zadubljen”; i शिव, shvara, „obećavajući”).
2. Južna skupina S: Prasat Yeah Puon (ប្រាសាទយាយព័ន្ធ), također posvećen Šivi, sadrži 22 svetišta izgrađena tijekom vladavine Išanavarmana I., koji se smatra osnivačem grada.[7]
3. Središnja skupina C: Prasat Boram (ប្រាសាទបុរាម) je središnji hram skupine s lavljim kipovima zbog kojega ga zovu i Prasat Tao („Lavlji hram”). Novija je skupina s građevinama iz 9. stoljeća, a osim Lavljeg hrama tu je toranj Ashram Issey i 18 ruševina manjih hramova.[8]

- Skupina C i Prasat Boram ili Prasat Tao.
- Dva lava iz Prasat Borama.
- Hram Yeai Poeun.
- Hram br. 7.
- Vajimukha (božanstvo s konjskom glavom) iz hrama br. 7. u Muzeju Guimet.
- Hram S1.
- S1 Hram Yeai Poeun
- Prasat Boram
- Svetište hrama S1 u Prasat Boramu.
- Unutrašnjost hrama S1.
- Unutrašnjost hrama S1.
- Hram N18.
- Hram N16.
- Nadvratnik iz Sambo Prei Kuka u Muzeju Guimet, Pariz.

## Poveznice
- Khmersko Carstvo
- Indijski hram

## Vanjske poveznice
- Veliki Angkor Projekt  Arhivirana inačica izvorne stranice od 3. studenoga 2007. (Wayback Machine) Međunarodni istraživački projekt proučavanja nastamba u okolici hramova u Angkoru.
- www.theangkorguide.com Ilustrirani online vodič kroz Angkor s mapama.
- Arhivirana inačica izvorne stranice od 4. listopada 2008. (Wayback Machine) NASA satelitske fotografije visoke rezolucije.